# Vaishya
Vaishya, en av de ursprungliga fyra samhällsklasserna (varnas) i Indien. Enligt den skapelsemyt som finns i den äldsta bevarade hinduiska skriften Rigveda härstammar de från urmänniskan Purushas lår. Deras uppgift i samhället var ekonomisk och produktiv och deras ursprungliga uppgifter var, odling, boskapsskötsel och handel. Så småningom togs det praktiska jordbruksarbetet över av den lägsta varnan, shudra, medan vaishya ägde jorden, bedrev handel och lånade ut pengar.